# El Caney
El Caney är ett samhälle i Kuba.   Det ligger i provinsen Provincia de Camagüey, i den sydöstra delen av landet, 500 km sydost om huvudstaden Havanna. El Caney ligger 3 meter över havet och antalet invånare är 4 597.
Terrängen runt El Caney är mycket platt. Havet är nära El Caney åt sydväst. Runt El Caney är det ganska glesbefolkat, med 30 invånare per kvadratkilometer. Det finns inga andra samhällen i närheten. I omgivningarna runt El Caney växer i huvudsak städsegrön lövskog.